# Saskatoon Greystone (circonscription saskatchewanaise)
Pour les articles homonymes, voir Saskatoon et Greystone.
Circonscription électorale provinciale du Canada
Saskatoon Greystone est une ancienne circonscription électorale provinciale de la Saskatchewan au Canada. Elle est représentée à l'Assemblée législative de la Saskatchewan de 1991 à 2016.

## Géographie
La circonscription renferme les quartiers de Greystone Heights (en), Grosvenor Park (en), Brevoort Park (en) et de Wildwood (en) de la ville de Saskatoon.

## Liste des députés
| Parlement                                                                         | Années              | Député              | Député              | Parti               |
| Saskatoon Greystone                                                               | Saskatoon Greystone | Saskatoon Greystone | Saskatoon Greystone | Saskatoon Greystone |
| --------------------------------------------------------------------------------- | ------------------- | ------------------- | ------------------- | ------------------- |
| 22e                                                                               | 1991–1995           |                     | Lynda Haverstock    | Libéral             |
| 23e                                                                               | 1995–1999           |                     | Lynda Haverstock    | Libéral             |
| 24e                                                                               | 1999–2003           |                     | Peter Prebble       | Néo-démocrate       |
| 25e                                                                               | 2003–2007           |                     | Peter Prebble       | Néo-démocrate       |
| 26e                                                                               | 2007–2011           |                     | Rob Norris          | Saskatchewanaise    |
| 27e                                                                               | 2011–2016           |                     | Rob Norris          | Saskatchewanaise    |
| Circonscription abolie parmi Saskatoon Churchill-Wildwood et Saskatoon University |                     |                     |                     |                     |